# آب شیخک
آب‌شیخک از جمله چشمه‌های شهرستان سروستان در استان فارس است.
این چشمه در ۴۰ کیلومتری شهر سروستان و در کوه های روستای بکت واقع است و دارای آب شیرین می‌باشد(که بخاطر کمبود بارندگی با کمبود  آب مواجه شده است).این چشمه از جاذبه‌های گردشگری و تفریحی شهرستان سروستان محسوب می‌شود،که همه ساله میزبان تعداد کثیری از مسافران میباشد.